# Mikulin AM–42
A Mikulin AM–42 V12 hengerelrendezésű, folyadékhűtéses, dugattyús repülőgépmotor, amelyet az 1940-es évek elején fejlesztettek ki a Szovjetunióban. Elsősorban az Il–10 csatarepülőgép motorjaként használták, de több más repülőgépbe is beépítették.

## Története
Kifejlesztéséhez az Iljusin által elképzelt, a háború tapasztalatai alapján erős páncélzattal felszerelendő nehéz vadászrepülőgéphez szükséges nagy teljesítményű motor iránti igény jelentette az alapot. Tervezésénél az Il–2 csatarepülőgépeken alkalmazott Mikulin AM–38F jelentette az alapot, amelynek a teljesítménye azonban nem felelt meg az új elvárásoknak. A fejlesztési munkálatok 1942 októberében kezdődtek M. R. Filinszkij vezetésével a 24. sz. üzem Alekszandr Mikulin vezette tervezőirodájában.
Az elkészült prototípust 1943 májusától az Il–AM–42 típusnévvel jelölt átalakított Il–2-n tesztelték. 1944-ben a motor sikeresen szerepelt az állami hatósági vizsgán, ezt követően elkezdődhetett a sorozatgyártása a 24. sz. üzemben. A motort az Il–2 továbbfejlesztett változatába, az Il–10-be építették be. Ezek a csatarepülőgépek 1945 februárjában jelentek meg először a fronton.
Az első sorozatpédányoknál az üzemeltetés során problémák jelentkeztek. A porszűrő hiánya miatt a hengerek tömítőgyűrűinél erős kopás jelentkezett. Emiatt csökkent a hengerekben a kompresszió, csökkent a motorteljesítmény. Szintén meghibásodásokhoz vezetett a hűtővíz beszivárgása a motorházba, ahol keveredett a kenőolajjal. Ezeket  a műszaki problémákat a későbbi sorozatoknál megszüntették.
Az AM–42 motornak 1943–1944-ben elkészítették a közvetlen üzemanyag-befecskendezéses, növelt teljesítményű változatát, az AM-43-t. Ezt az Il–16 csatarepülőgéphez szánták. A repülőgép fejlesztését a második világháború befejeződése miatt azonban beszüntették, és a motor megbízhatóságával is gondok voltak. Később felmerült az AM–43 motorok lehetősége az Il–10-en. 1945 decemberében néhány Il–10-zel tesztelték az AM–43-t, de a motor elégtelen megbízhatósága miatt feladták ezt az elképzelést.

## Jellemzői
12 hengeres, V-hengerelrendezésű dugattyús benzinmotor. A két hengersor 60°-t zár be. A forgattyús tengelyre a szemben lévő hajtókarok villás megoldással csatlakoznak. A dugattyúk acél hengerperselyben mozognak. Hengerenként 2 szívó és 2 kipufogó szeleppel rendelkezik. A hengerenkénti 4 szelepet mindkét hengersoron egy-egy vezérműtengely vezérli. A motort reduktorral látták el, ennek fogaskerekei nyílfogazásúak.

## Alkalmazása
- Il–1
- Il–8
- Il–10

## Műszaki adatai
- Hengerűrtartalom: 46,66 l
- Száraz tömeg: 996 kg
- Névleges teljesítmény: 1490 kW (2000 LE)
- Kompresszióviszony: 5,5

## Külső hivatkozások
- Képek a Szolnoki Repüléstörténeti Múzeumban kiállított Mikulin AM–42 motorról